# Escila

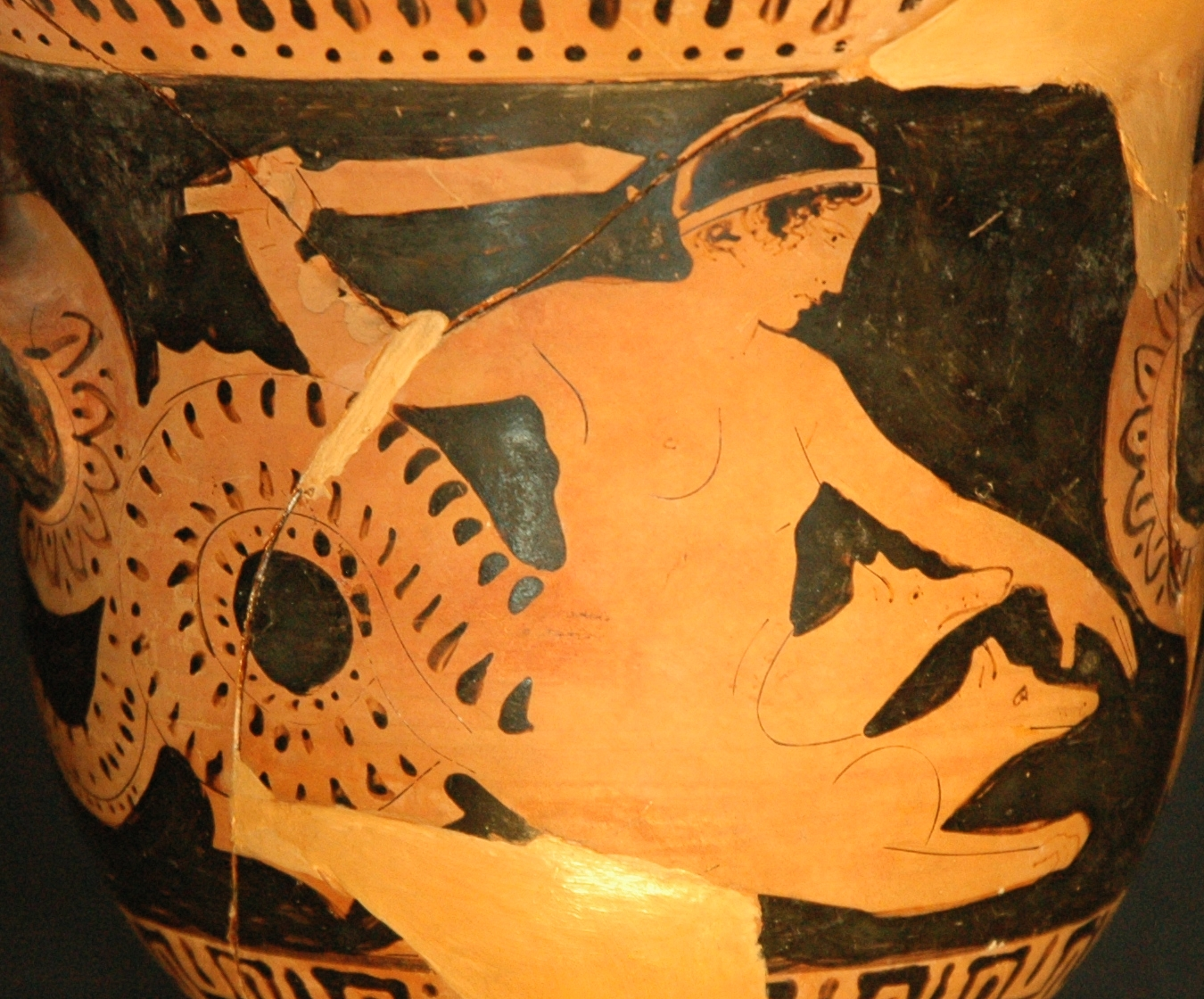
Detalle de Escila en una cerámica de 450–425 a. C.

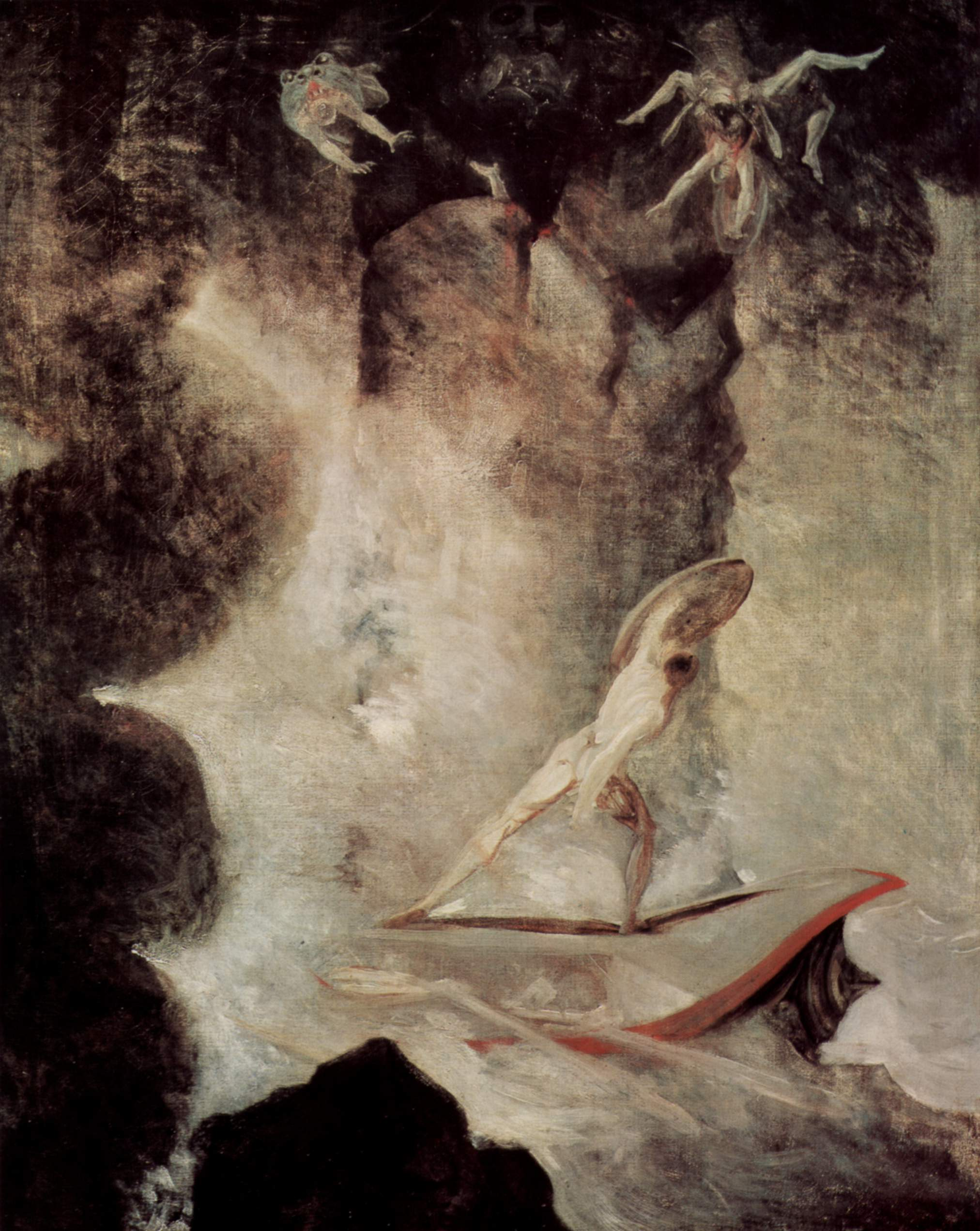
Odiseo ante Escila y Caribdis, de Johann Heinrich Füssli.

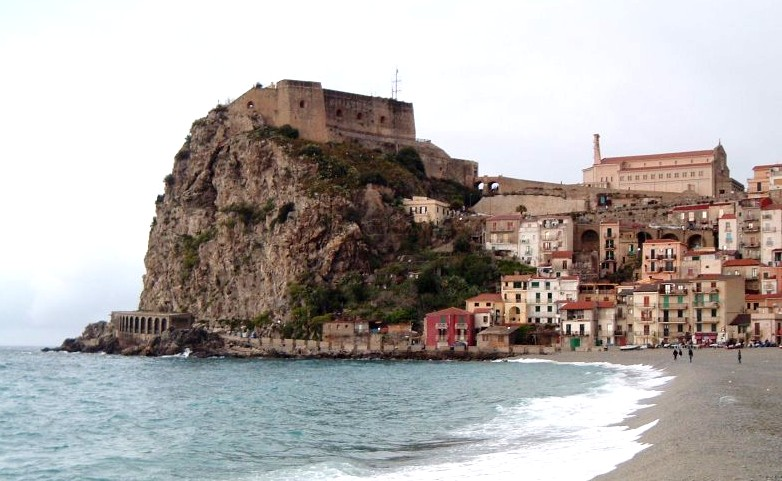
La roca de Scilla, en Italia.

En la mitología griega, Escila (en griego: Σκύλλα, latín: Scylla) era un monstruo marino femenino y legendario, mencionado en la Odisea. En las fuentes tardías a Escila se la imaginaba como una hermosa ninfa que se había convertido en un monstruo a causa de una maldición.
Este ser habitaba en el lado calabrés del paso marítimo que separa Regio de Sicilia, el actual estrecho de Mesina, en cuyo lado siciliano habitaba Caribdis, otro monstruo. Los lados del canal estaban dentro del alcance de una flecha, de modo que los barcos que intentasen evitar a Caribdis deberían acercarse a Escila y viceversa. Con el tiempo, los dioses transformaron a Escila en una roca, que suponía graves peligros para los navegantes. De su nombre proviene el municipio epónimo, Scilla en Calabria.

## Descripción y naturaleza

### Monstruo voraz
Escila es recordada especialmente en el canto XII de la Odisea. Circe aconseja a Odiseo que navegue más cerca de Escila que de Caribdis, ya que Escila devoraría a seis de sus hombres pero su contrapartida succionaría el barco entero:
«No cedes siquiera ante dioses eternos, que no es ella mortal, antes bien, una plaga sin muerte, un azote tremendo, agobiante, feroz e invencible, y no hay fuerza capaz contra ella: lo mejor es la huida. Si te paras armado de frente a aquel risco, me temo que, volviendo a lanzarse, os alcance otra vez con las mismas seis cabezas y os saque del barco otros tantos varones; sólo os queda remar bien aprisa y llamar en socorro a Cratéis, la madre de Escila, que trajo a los hombres esa plaga: ella sola podrá contener sus ataques».
 Odiseo logró navegar entre Escila y Caribdis, aunque las seis cabezas de la primera devoraron seis miembros de su tripulación.

### Apariencia física
Escila, como monstruo marino, tenía una naturaleza mixta entre mujer y fiera. No obstante, con el paso del tiempo, los literatos iban concediéndole una apariencia más informe. Fue Homero el primero en describirla de manera pormenorizada, a saber:

«Tenebrosa caverna se abre a mitad de su altura orientada a las sombras de ocaso y al Érebo: a ella puesto el caso acostad, noble Odiseo, el hueco navío. Ni el más hábil arquero podría desde el fondo del barco con su flecha alcanzar la oquedad de la cueva en que Escila vive haciendo sentir desde allí sus horribles aullidos. Se parece su grito, en verdad, al de un tierno cachorro, mas su cuerpo es de un monstruo maligno, al que nadie gozara de mirar aunque fuese algún dios quien lo hallara a su paso; tiene en él doce patas, mas todas pequeñas, deformes, y son seis sus larguísimos cuellos y horribles cabezas cuyas bocas abiertas enseñan tres filas de dientes apretados, espesos, henchidos de muerte sombría. La mitad de su cuerpo se esconde en la cóncava gruta; las cabezas, empero, por fuera del báratro horrible van mirando hacia el pie de la escarpa y exploran su presa, sean delfines o perros de mar o, quizá, algo más grande, un cetáceo entre miles que nutre la aullante Anfitrita».
La versión homérica del aspecto de Escila fue modificándose en manos de autores romanos. Higino, por ejemplo, dice que «tenía la parte superior del cuerpo de mujer, la inferior desde la ingle de pez, y que tenía seis perros que nacían de ella». Virgilio, en cambio, dice que «su parte superior tiene hasta las caderas forma humana con el pecho de una hermosa muchacha; la de abajo de pez, dragón marino de monstruoso cuerpo que remata su vientre de lobo en colas de delfines». Tzetzes, autor más tardío, escribe que cada una de las cabezas era diferente: «dicen que Escila tiene seis cabezas de bestia, una de monstruo marino, otra de león, otra de perro, otra de gorgona, otra de ballena y una sexta de humano».

## Ascendencia
Ya desde Homero a Escila se la ha imaginado como hija de una tal Cratéis o Crateide (Κραταιίς, que sugiere «de las rocas») sin mencionar el consorte. Poco o nada más se sabe de esta misteriosa Cratéis pero Higino dice que Cratéis era un río. Apolodoro dice que Escila nació de Cratéis y Trieno o Forco (Forcis); algunos leen «Tritón» en vez de «Trieno». El escoliasta de Platón, acaso refiriéndose a esta misma versión, dice que sus padres son Tirreno o Forco. Eustacio, por otra parte, dice que Escila nació de Tritón o bien sus padres son Poseidón y Cratéis. Otras versiones imaginan a Hécate como la madre de Escila. Acusilao dice que sus padres fueron Hécate y Forcis. En las Grandes Eeas Escila es hija de Hécate y de un tal Forbas o Forbante; «Forbas» que algunos leen como «Forcis». Semos de Delos dice que la propia Cratéis es hija de Hécate y Tritón, y que fue madre de Escila en su unión con Deimos. Estesícoro opina que Lamia es la madre de Escila, acaso tratándose de la hija de Poseidón. Higino tampoco se decide; Escila había nacido de Tifón y Equidna, como otros monstruos legendarios, o bien de la unión entre el gigante Palante y Estigia.

## Metamorfosis de Escila en monstruo

### Metamorfosis por obra de Circe
Según la obra Las metamorfosis de Ovidio, Escila fue una vez una hermosa ninfa. El dios marino Glauco, anteriormente un pescador, se enamoró de ella, pero ella huyó de él hacia la tierra, donde no podía alcanzarla. Desesperado, Glauco fue a la isla de la diosa hechicera Circe, para que le preparase una poción de amor y así derretir el corazón de la joven. Circe, que estaba secretamente enamorada de Glauco, le recomendó dedicar su amor a alguien más digno de él, intentando cortejarlo con dulces palabras y miradas, pero el dios no quiso saber nada de ella. Circe se enfureció tanto, mas con Escila, no con Glauco, por ello, fingió ayudar al dios entregándole un frasco, recomendándole que lo vertiese en la charca donde Escila solía bañarse. Glauco siguió sus instrucciones y vertió la poción; en cambio, tan pronto como la ninfa entró en el agua se transformó en un horrible monstruo de seis cabezas perrunas. Glauco, que vigilaba esa triste escena desde la lejanía, perdió su interés por ella y se marchó llorando amargamente.

### Metamorfosis por obra de Anfitrite
Otra versión cuenta que Heracles, conduciendo el ganado de Gerión desde Eritea, llegó hasta el estrecho entre Italia y Sicilia. Allí una muchacha nativa y voraz, llamada Escila, osó apoderarse de algunos de los toros para comerlos pero fue muerta por Heracles. Más tarde su padre Forcis, que tenía conocimientos mágicos, usó antorchas ardientes en su cuerpo y de esta manera le devolvió la vida. Antaño Escila era una mujer hermosa que compartía lecho con Poseidón. Anfitrite, celosa, arrojó unos brebajes en el manantial donde solía bañarse, y así se convirtió en una bestia con múltiples cabezas informes.

## Versiones racionalizantes
Una versión racionalizante dice que en realidad Escila es el nombre de un cabo cerca de Regio, y que Caribdis son las aguas turbulentas cerca de Mesina. Así Caribdis y Escila están una frente a la otra. Forcis, de la misma manera, no es otra cosa que otro nombre para referirse al mar. El cabo Escila se adentra en el mar y bajo el cual hay grandes rocas con huecos y cuevas donde viven criaturas marinas. Los barcos se estrellaban contra las rocas por el agua de Caribdis y los hombres eran entonces engullidos por la marea. Se dice que Heracles, navegando por estos lugares con el ganado de Gerión, perdió allí algunas reses que cayeron al mar. El mar (Forcis), con el paso del tiempo, limpió este estropicio con sus mareas constantes.

## Estar entre Escila y Caribdis
De la narración sobre Escila y Caribdis surge la expresión «estar entre Escila y Caribdis», equivalente a «estar entre la espada y la pared», es decir, estar en un problema de difícil (si no imposible) solución.